# 冬の遊び
『冬の遊び』（ふゆのあそび）は上方落語の演目。お茶屋で遊女（太夫）を呼んで旦那衆が遊ぶ様子を描く。演題は夏に冬と装った遊びをすることに由来する。
宇井無愁は原話として、『醒睡笑』第1巻「鈍付子（どんぶす）」19話にある「若（も）し畳がわが身で、この月が師走で、この水が油ならば、そもそもよい物か。しはす油はかからぬといふ事なるに」とある内容を挙げている。
長らく途絶えていたが3代目桂米朝により復活した。落ち(サゲ）も、1970年代後半に3代目米朝によって改作されている。

## あらすじ
江戸の吉原、京の島原、大阪の新町は三大廓と呼ばれ、格式も高い。そこの最高級の遊女は太夫職とよばれた。新町では、花見のころに道中という太夫の仮装パレードが行われていた。今年は奉行所の通達で真夏に変更されたのだが、手違いから有力なスポンサーである堂島の米相場の方に通達が行っていなかった。
果たしてその当日、堂島の米問屋の旦那たちが新町に来て、わしらへ挨拶がないと苦情を言いだし「栴檀太夫を座敷に呼んでくれ。」と無理難題を吹っ掛ける。「今、道中の最中で」「知らんがな。ほたら呼ばれへんいうのやな。ほな帰るわ。わしらいらんらしい。」贔屓をしくじっては一大事。仲居の機転で、道中に参加していた奉行所の役人らの関係者を「ちょっと一服」と言って誤魔化し、栴檀太夫を連れてくるが、何と道中の仮装である能楽の『船弁慶』の知盛の恰好である。これには旦那衆も「さすが、新町で太夫職を張ることだけあるわい。こんな恰好で汗一つかかんのやさかい。どや、今日は太夫の心中だてで、冬の恰好しよか。」「それがええ。」と、冬の衣装に炬燵、鍋を炊いて、障子を締め切る騒ぎになる。
みんなで大汗かいて散在するが、幇間が我慢できずに服を脱いで褌一つになり、井戸水を浴びてしまう。怒った旦那が「こら、何でお前だけ、服脱ぐねん。」「へえ。寒行の真似ごとです。」

## バリエーション
前田勇『上方落語の歴史 増補改訂版』によると、本来の落ち（サゲ）は以下の2種類があった。
- 「かん（「寒」と「燗」をかけている）の番から油をこぼしまして」
- 「しわすなや」（「せわしなや」= 急がせるなとの地口、ただし詳しい落とし方は未詳とする）

前者については、上方の諺に「寒の師走に油をこぼすと火早い」（火事が起こりやすい）というものがあり、油をこぼしたりかけられた人に水を掛けるというまじないがあったという。さらに柔和貞実を意味する「油をこぼさず」という表現にもかけたものである。
宇井無愁『落語の根多　笑辞典』では前者について「お燗（寒）の番をして油汗をこぼしたましたさかい」という形（元になる諺を「師走油は火にたたる」とする）になっている。

## 題材について
新町（現・大阪市西区）のお茶屋では、歌舞伎『廓文章』の舞台となった「吉田屋」など「九軒」と呼ばれる九つのお茶屋が格式が高かった。その後援者は、商都の経済を牛耳っていた、堂島の米問屋、雑喉場（ざこば）と呼ばれた魚市、天満の青物問屋の3つで、花柳界にとってはなくてはならない存在であった。